# Marko Soldo
Marko Soldo (Ljubuški, 22. studenog 2003.) hrvatsko-bosanskohercegovački je nogometaš koji igra na poziciji defenzivnog veznog. Trenutačno igra za Dinamo Zagreb.

## Klupska karijera

### Rana karijera
Soldo je igrao za mlađe uzraste Međugorja, Širokog Brijega i zagrebačkog Dinama.

### Dinamo Zagreb II
S Dinamom je potpisao profesionalni ugovor 16. prosinca 2021. Za drugu momčad Dinama debitirao je 13. veljače 2022. u utakmici 2. HNL u kojoj je BSK Bijelo Brdo poražen s 2:0. Za prvu momčad Dinama debitirao je 27. rujna 2022. u utakmici Hrvatskog nogometnog kupa u kojoj su jarminski Borinci eliminirani rezultatom 0:4.

### Šibenik (posudba)
Drugu polovicu sezone 2022./23. proveo je na posudbi u Šibeniku. Za Šibenik je debitirao 22. siječnja 2023. u utakmici HNL-a u kojoj je pobijedio Hajduk Split 2:1.

### Gorica (posudba)
Soldo je u srpnju 2023. poslan na posudbu do kraja sezone u Goricu. Debitirao je 23. srpnja u ligaškom susretu protiv Varaždina koji je završio 1:1. Svoj prvi klupski pogodak postigao je 2. rujna kada je Rudeš izgubio 0:2 u ligi.

### Osijek
Soldo je prešao u Osijek 26. lipnja 2024. za iznos od 400 tisuća eura. Dinamo Zagreb imao je pravo prvokupa za milijun eura tijekom ljeta 2025. Svoj klupski debi i prvi pogodak ostvario je 4. kolovoza u utakmici HNL-a u kojoj je Osijek izgubio 1:2 od Šibenika.

### Dinamo Zagreb
U redove zagrebačkog Dinama vratio se 12. lipnja 2025.

## Reprezentativna karijera
Nastupao je za omladinsku selekciju Bosne i Hercegovine do 17 godina te za selekcije Hrvatske do 19, 20 i 21 godine.

## Vanjske poveznice
- Profil, Hrvatski nogometni savez
- Profil, Transfermarkt